# Despertar nacional búlgaro

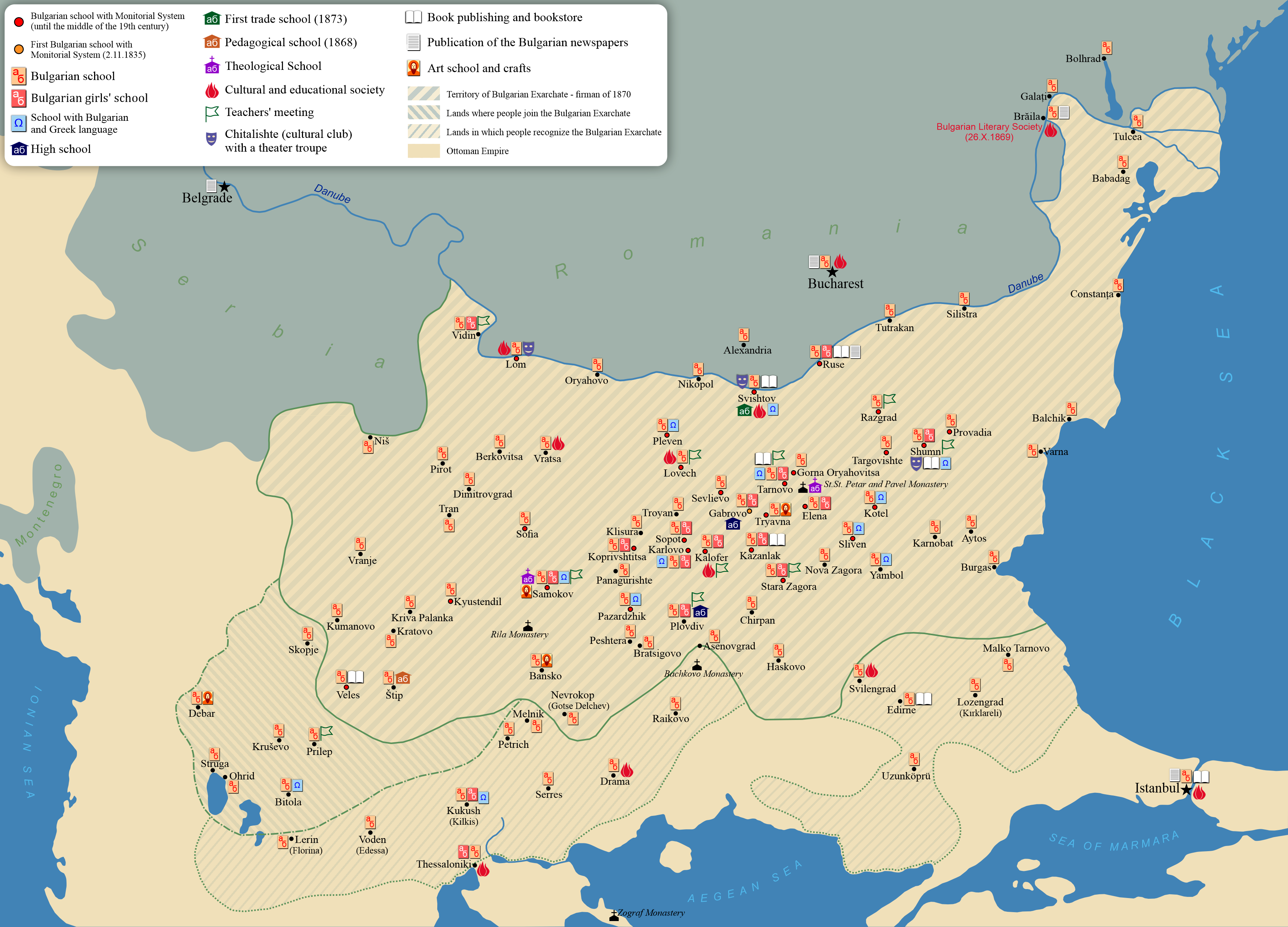
Renacimiento nacional búlgaro (siglos)

El Despertar nacional búlgaro (en búlgaro: Българско национално възраждане, Balgarsko natsionalno vazrazhdane o simplemente: Възраждане, Vazrazhdane), a veces llamado el Renacimiento búlgaro, fue un período de desarrollo socioeconómico e integración nacional entre los búlgaros bajo el dominio otomano. Es comúnmente aceptado que comenzó con el libro histórico, Istoriya Slavyanobolgarskaya, escrito en 1762 por Paisio, un monje búlgaro del monasterio de Hilandar, en el Monte Athos, y duró hasta la Liberación de Bulgaria en 1878 como resultado de la guerra ruso-turca de 1877-1878. 